# Jagger Eaton
Jagger Eaton (n. 21 februarie 2000, Mesa, Arizona, SUA) este un skateboarder ce a reprezentat Statele Unite ale Americii, medaliat olimpic. A participat la o ediție a Jocurilor Olimpice (2020) în care a câștigat o medalie de bronz.

## Participări
Lista de mai jos prezintă principalele competiții la care a participat Jagger Eaton de-a lungul carierei.
- Skateboarding la Jocurile Olimpice de vară din 2020 - street masculin[2]